# Cegama
Cegama (oficialmente en euskera: Zegama) es un municipio de la provincia de Guipúzcoa, País Vasco (España), perteneciente a la comarca del Goyerri. Tiene una población de 1547 habitantes según el censo del año 2013 y una superficie de 35,07 km²; lo que da una densidad poblacional de 44,11 habitantes por km².
Se sitúa en la cuenca alta del río Oria a los pies de la sierra del Aizkorri, y se halla en un paso histórico que ha venido uniendo la península ibérica con la Europa continental. Esta situación ha influido en su desarrollo histórico.
El clima de Cegama corresponde con el habitual en el norte peninsular. Tiene una temperatura media de 12 °C con inviernos y primaveras lluviosos y veranos y otoños más secos. Los otoños son ventosos.

## Geografía
Cegama se sitúa en la parte sur de la provincia de Guipúzcoa muy cerca del límite de esta con las de Álava y Navarra y a escasos 12 km de la unidad urbana que conforman los municipios de Beasáin, Villafranca de Ordizia y Lazcano, que se constituye como capitalidad de la comarca del Goyerri. Comparte el espacio natural de la Parzonería de Altzania.
Queda equidistante de las capitales de las provincias que confluyen en sus cercanías (San Sebastián, Vitoria y Pamplona) y pegado al eje de comunicaciones principal de la provincia conformado por la carretera N-I y la línea de ferrocarril Madrid–París.
La altitud del municipio es de 296 m sobre el nivel del mar, pero dentro de su territorio municipal se halla la máxima altura de los montes Vascos, el Aitxuri, de 1548 m s. n. m. y vecino del emblemático Aizkorri.
Históricamente el paso entre la llanada alavesa (el camino procedente de la meseta castellana) y la costa cantábrica ha pasado por aquí. Los romanos construyeron por esta ruta la calzada que unía Briviesca con Pamplona (Ab Asturica Burdigalam), que posteriormente sería defendida por el castillo de Gazteluberri sobre las peñas de Osaolaazpi.
La ruta original se piensa que podría ser la que cruza el puerto de Otsaurte. Cuando ya Guipúzcoa formaba parte de Castilla se abrió la que cruza el túnel natural que forma el paso por el túnel de San Adrián. Por él pasaba el Camino Real que llegaba de Vitoria y seguía por Segura. Esta es la ruta que sigue el Camino de Santiago en su ramal guipuzcoano. Una serie de instalaciones, muchas de ellas ermitas, daban seguridad y atendían a los viajeros que realizaban ese recorrido.
Cegama limita con los siguientes municipios: al norte con Segura y Ceráin; al sur con Aspárrena y Zalduendo de Álava; al este con Segura e Idiazábal; y al oeste con Legazpia.
La ubicación de la villa de Cegama hace que su territorio sea montañoso, en él está la máxima cumbre entre la cordillera Cantábrica y los Pirineos, el pico de Aquetegui, con 1551 m s. n. m., situado en la sierra de Aizkorri, y que es el punto más alto de Euskadi. Esta ubicación al pie de un sistema montañoso de esa importancia, hace que por el término municipal pasen multitud de ríos, todos de pequeño tamaño a estas altura de sus cuencas. Por Cegama pasa la divisoria de aguas entre la cuenca mediterránea y la cantábrica. La zona se declaró parque natural en 2006.

### Hidrografía
Cegama se encuentra situada a orillas de un incipiente río Oria que nace en las estribaciones de la sierra de Azkorri. Este río va a convertirse en uno de los principales de la provincia llegando a desembocar en Orio formando una ría que adquiere fama por las angulas que se pescan en ella. El Oria pertenece a la vertiente Cantábrica, orientada al norte. Hacia el sur, en la vertiente Mediterránea, la del Ebro, las aguas alimentan el caudal del Arga y del Zadorra.
Una multitud de pequeños arroyos se precipitan de las montañas estos son; el Arraza, Aztiri, Berastegi, Dinti, Eguzkitza, Errekatxo, Itsasadarra, Iturbieta, Iturralde, Iturrieta, Kañu, Katorria, Oazurtza, Obazurtza, Olaran, Osiña, Osiñeta, Troska, Tunelaundi y Uztaran.

### Orografía
Buena parte de la sierra de Aizkorri queda en territorio del municipio de Cegama. Con ella gran parte de las llanuras de altura de Urbía y Oltza. La sierra de Aizkorri es un gran bloque calizo que se encresta sobre el valle del Oria y sobre la población de Cegama. El valle queda a 296 m de altitud mientras que las cumbres superan los 1500 m. Las praderas de Urbía, a las que se accede por el paso de San Adrián, están a 1000 m s. n. m. . El desnivel es brutal: más de 700 m entre las praderas y el núcleo urbano de Cegama y más de 1200 entre la máxima cota del Aitxuri. Este desnivel, que en la crecería del Aizkorri se salva por un impresionante acantilado, se solventa en poco más de 3 km.
El paraje calizo da lugar a un sistema kárstico relevante con multitud de simas y cuevas.
Los rebaños de ovejas, de la raza latxa, pastan en los prados verdes que se abren entre las peñas calizas y bosquecillos de hayas y espinos albares. Los pastores se agrupan en pequeñas concentraciones de chabolas que les sirven de vivienda en los meses de verano. Desde el 2006 es parque natural.

### Comunicaciones
Cegama es equidistante de las capitales de Guipúzcoa, Álava y Navarra (separados por 55, 62 y 67 km, respectivamente) y a 91 km de Bilbao, capital de Vizcaya. Queda unida con el corredor principal de comunicación de la provincia, por el que pasan la principal carretera N-I (Madrid–Irún) y el ferrocarril que une Madrid con París (Francia), así como la carretera GI-2637, que a escasos 8 km se une con la N-I en Idiazábal y hacia el sur (hacia Alsasua) enlaza con la N-I después de recorrer 10 km por el puerto de Otzaurte.
Hay una pequeña red de carreteras locales que dan servicio a las poblaciones cercanas, éstas son: la GI-3251, que une el núcleo urbano con la estación del ferrocarril, la GI-3261 que va a Ceráin por Barbari, y la GI-4251 que va al caserío Olaran.
La línea de ferrocarril Madrid–Hendaya tiene una estación reconvertida en apeadero y un apeadero cerrado al tráfico en el municipio.
El resto de medios de transporte, como el aéreo, son de rango provincial, pudiéndose utilizar los de cualquiera de las provincias próximas.
La comunicación con otras localidades esta centralizada desde Beasáin, capitalidad de la comarca, con la que Cegama queda unida con una línea de autobuses.

## Demografía
Cegama cuenta con una población de 1541 habitantes (INE 2024).
| Gráfica de evolución demográfica de Cegama entre 1842 y 2021                                                        |
| |
| Población de derecho según los censos de población del INE Población de hecho según los censos de población del INE |

## Administración y política
| Partido político                                              | 2015  | 2015       | 2011  | 2011       | 2007  | 2007       | 2003    | 2003       | 1999    | 1999       | 1995  | 1995       | 1991  | 1991       |
| Partido político                                              | %     | Concejales | %     | Concejales | %     | Concejales | %       | Concejales | %       | Concejales | %     | Concejales | %     | Concejales |
| Zegama Lantzen (ZL)                                           | 51,52 | 5          | 49,13 | 5          | 55,57 | 5          | —       | —          | —       | —          | —     | —          | 55,11 | 5          |
| Euskal Herria Bildu (EH Bildu)-Bildu                          | 45,92 | 4          | 35,48 | 3          | —     | —          | —       | —          | —       | —          | —     | —          | —     | —          |
| Partido Socialista de Euskadi-Euskadiko Ezkerra (PSE-EE PSOE) | 0,47  | 0          | 0,33  | 0          | 0,47  | 0          | —       | —          | —       | —          | —     | —          | —     | —          |
| Partido Popular del País Vasco (PP)                           | 0,23  | 0          | 0,33  | 0          | 0,59  | 0          | 2,06    | 0          | 0,99    | 0          | —     | —          | —     | —          |
| Aralar                                                        | —     | —          | 13,54 | 1          | —     | —          | —       | —          | —       | —          | —     | —          | —     | —          |
| Eusko Abertzale Ekintza-Acción Nacionalista Vasca (EAE-ANV)   | —     | —          | —     | —          | 40,08 | 4          | —       | —          | —       | —          | —     | —          | —     | —          |
| Euzko Alderdi Jeltzalea-Partido Nacionalista Vasco (EAJ-PNV)  | —     | —          | —     | —          | —     | —          | 97,35   | 9          | 57,96   | 5          | 21,02 | 2          | —     | —          |
| Euskal Herritarrok (EH)-Herri Batasuna (HB)                   | —     | —          | —     | —          | —     | —          | —       | —          | 40,29   | 4          | 42,16 | 4          | 43,78 | 4          |
| Eusko Alkartasuna (EA)                                        | —     | —          | —     | —          | —     | —          | Con PNV | Con PNV    | Con PNV | Con PNV    | 36,00 | 3          | —     | —          |

## Economía
La economía de Cegama ha estado basada en la explotación ganadera, en especial de la ganadería lanar. Los excepcionales pastos de las campas de Urbía permiten una actividad de pastoreo muy intensa. La actividad industrial también ha tenido, y tiene, relevancia aunque haya sufrido un proceso de desindustrialización en la década de los ochenta del siglo XX.
El sector primario es muy importante debido al pastoreo y la explotación de los productos obtenidos de él. El tipo de oveja que se trabaja es la oveja latza y el producto más renombrado y conocido es el queso que entra dentro de la denominación de origen de queso de Idiazábal. La agricultura tiene cierta presencia pero queda reducida al autoconsumo y a la comercialización en los mercados de la comarca. La riqueza forestal da pie a una cierta explotación de la misma.
El sector secundario, debido a la abundancia de ríos y de madera se desarrolló una cierta actividad ferrona en el pasado. Esa actividad dio lugar a varias industrias que se fueron desarrollando en el siglo XX. En las últimas décadas de ese siglo se produjo un proceso de desindustrialización que afectó a toda la zona. En la actualidad, una vez superada la crisis, el sector industrial es el más importante. Cegama forma parte de la comarca del Goierri y está cercana al núcleo urbano de Beasáin en donde se asienta un importante núcleo industrial con empresas tan relevantes como CAF o Irizar y con una presencia muy fuerte de Mondragón Corporación Cooperativa (MCC).
El sector servicios está muy poco desarrollado. Únicamente se cubren las necesidades diarias. La proximidad de Beasáin hace que la mayoría de los servicios se cubran allí. La hostelería cubre la afluencia de visitantes que llegan atraídos por la proximidad de la sierra de Aitzkorri.

## Historia

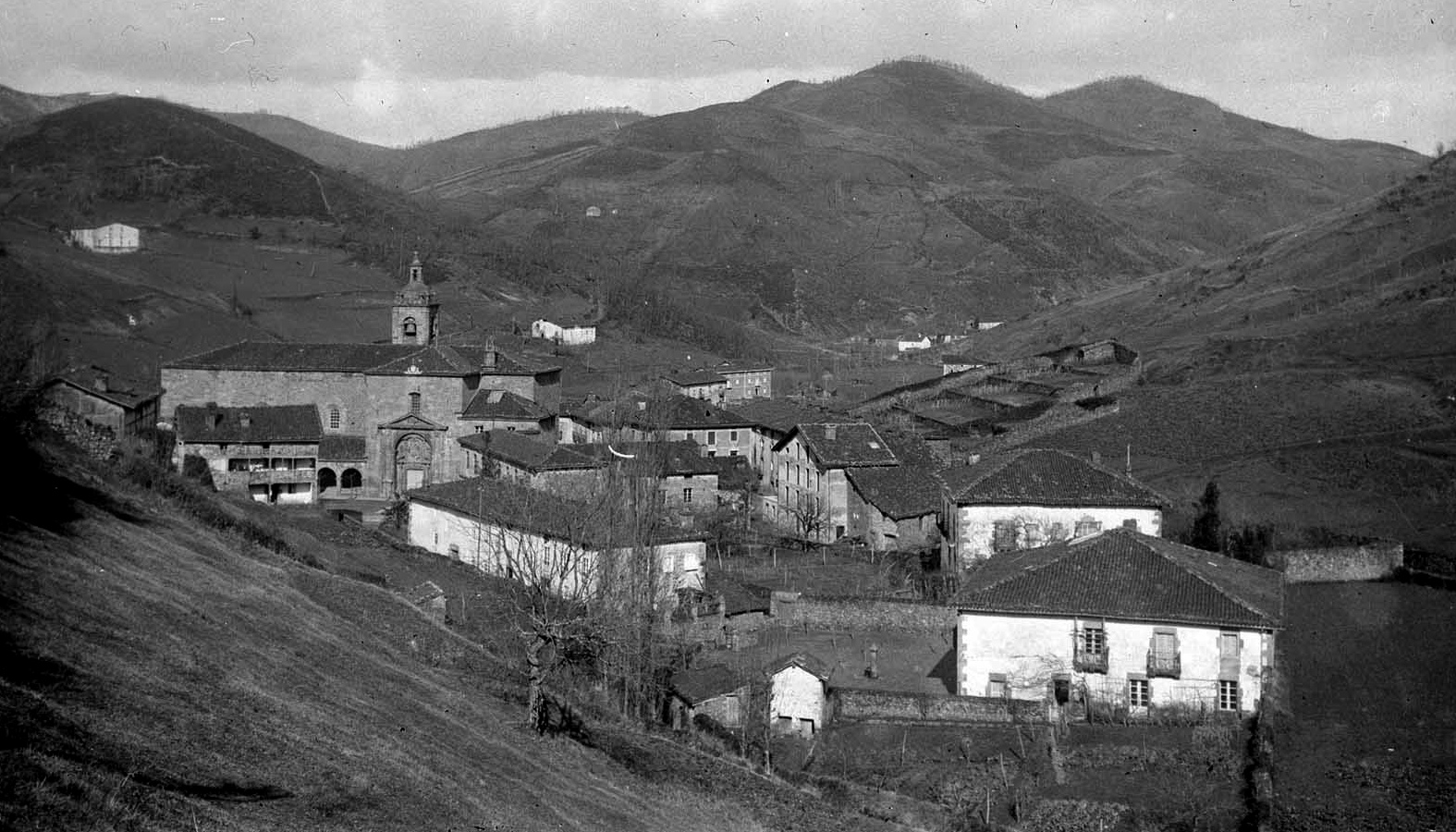
Vista panorámica. Fotografía: Indalecio Ojanguren

La situación de Cegama en pleno paso comunicativo entre Europa y la península propició que se viera muy frecuentada por diversos pueblos a la vez que la existencia de los excepcionales pastos de Urbía hizo que la actividad pastoril fuera importante ya en la prehistoria. Por ello hay muchos restos pertenecientes a estadios del Neolítico, Calcolítico y de la Edad del Bronce. Estos restos quedan evidenciados por la existencia de muchos túmulos y dólmenes como el túmulo de Irumugarrieta o los de Bidarte II y Tartaloetxeta o los dólmenes de Bidarte I y Trikamuñeta.
Los romanos trazaron una de sus calzadas por Cegama, se cree que por el puerto de Otzaurte.
La primera cita documentada sobre Cegama aparece en un documento fechado el 12 de junio de 1384 en que quedaba anexionada a Segura. Y más tarde, en 1387, el rey Juan I de Castilla confirma dicha anexión que se volvería a confirmar en 1393 por Enrique III.
Con motivo de organizar la explotación de los recursos naturales se constituye en 1401 la llamada Parzonería de Alzania en la que Cegama queda integrada junto con Ceráin, Idiazábal y Segura.
La familia de los Ladrón de Guevara fueron los señores de Cegama y el municipio adoptó su escudo de armas como propio, esta familia ostentó el patronato de la iglesia hasta el año 1495.
El 4 de febrero de 1615 el rey Felipe III otorga el título de Villa de por sí a la población de Cegama y con él se consiguió la independencia de Segura y la representabilidad en las Juntas Generales Provinciales. Se anexiona a la llamada Unión de San Esteban, que a partir de ese momento pasa a llamarse Unión de Cegama, que se constituye junto con Cerain, Motiloa, Ormáiztegui, Astigarreta y Gudugarreta y tenía como objetivo el unificar su representación ante las Juntas. Esta asociación duraría casi un siglo.
El paso de San Adrián ha sido un lugar estratégico en las comunicaciones entre Europa y la península. Por este túnel natural se hizo pasar el Camino Real y por él pasa el Camino de Santiago. La relevancia del paso queda avalada por las indulgencias otorgadas en 1290 por el Papa Nicolás IV a favor de los que visitaran el día del Santo la iglesia del hospital de San Adrián en Cegama. En la ermita que alberga este paso natural fue bautizado en 1500 Felipe de Lazcano cuyos padrinos fueron Felipe el Hermoso y Juana la Loca.
Durante el siglo XVI la importancia del Camino de Santiago fue en aumento habiendo varios testimonios sobre Cegama así como la creación de un Priorato.
En la Guerra de la Independencia, Cegama fue asentamiento de los guerrilleros de Francisco Espoz y Mina, recibiendo varios ataques del ejército napoleónico, que llegó a quemar su casa consistorial en 1812.
La apertura de la carretera por el puerto de Etxegarate en 1851 hace que el paso de San Adrián pierda importancia y caiga en el olvido. Con él, los servicios que habían nacido y medrado a su sombra, desaparecen. La actividad económica se centra entonces en la industria.

## Cultura

### Patrimonio

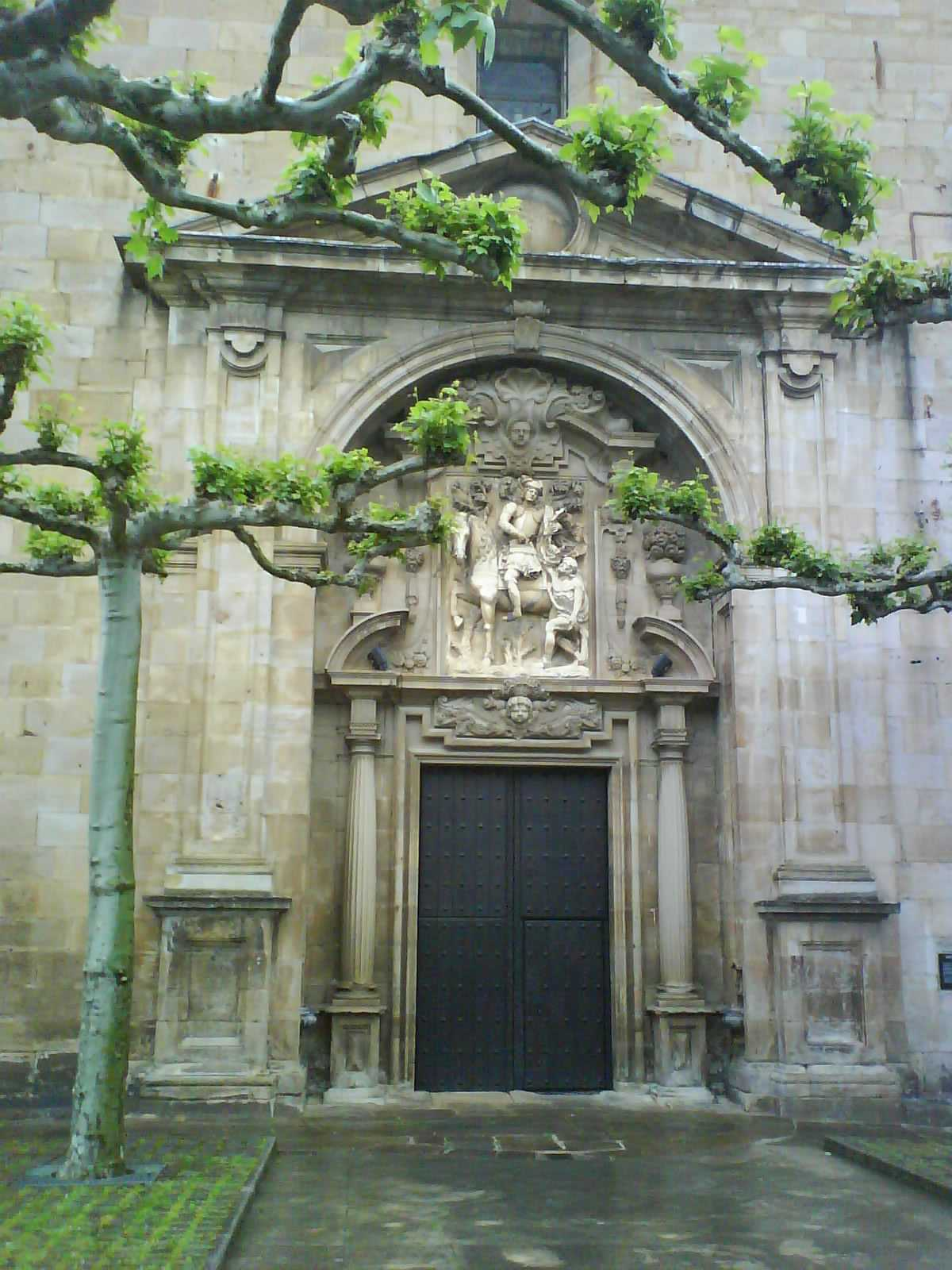
Pórtico de la iglesia de San Martín de Tours

Son muchos los monumentos que la historia ha dejado en la Villa por sí de Cegama. Desde los túmulos y dólmenes esparcidos por sus montes hasta las últimas construcciones del siglo XIX. Destacan los siguientes monumentos:
- Estación megalítica de Artz-Alsasua, a lo largo de la línea divisoria de aguas entre las vertientes cantábrica y mediterránea y formando parte del parque natural de Aizkorri-Araz se ubica en la llamada Parzonería de Altzania y en los municipios de Aspárrena, Ziordi y Alsasua. Comprende siete dólmenes.

- Túnel de San Adrián, este túnel es un paso natural que fue aprovechado para el cruce del Camino Real que unía la meseta con la costa. Quedan restos de la antigua calzada y el paraje es relevante.

- Ermita de San Adrián, situada en el interior del túnel la actual data de 1883 aunque hay constancia de la existencia de una ya en el año 1010.

- Ermita de Sancti Spiritu, con probable origen templario esta ermita fue hospital para peregrinos.

- Ermita de Nuestra Señora de las Nieves, conserva en su interior una imagen románica de la virgen del siglo XIII.

- Ermita de San Pedro, en su interior se guarda una lápida funeraria romana del siglo I o II.

- Ermita de Santa Cruz, se sitúa en la cumbre del monte Aitzkorri. Al atractivo de su ubicación hay que añadir que guardó hasta hace poco tiempo una de las muestras de arte sagrado más relevantes de la provincia.

- Ermita Andra Mari de Otzaurte, sin relevancia constructiva alguna guarda una imagen de Beobide y varias estelas discoidales. Tiene la particularidad que por ella pasa la divisoria de aguas entre la vertiente Cantábrica y la Mediterránea.

- Ermita de San Bartolomé fue la antigua parroquia del pueblo y hoy está convertida en la iglesia del cementerio. Se ha conservado un capitel románico de transición al gótico.

- Iglesia parroquial de San Martín de Tours, construida entre los siglos XV y XVI. Tiene una puerta barroca del siglo XVII, al igual que el coro. En ella están depositados la Cruz Santa de la ermita de Aitzkorri y la imagen de Virgen de las Nieves, del siglo XIV. También hay que destacar el mausoleo del general carlista Tomás de Zumalacárregui.

- Hospital de Anduetza, uno de los dos que hubo en la villa hoy convertido en centro de interpretación y sala de exposiciones.

- Mausoleo de Tomás Zumalacárregui, obra del escultor Font, se trata de una estatua del general, situada sobre el sarcófago. Tanto en el pedestal que soporta el sarcófago como en el arco aparecen los escudos de las 49 provincias de España. Fue inaugurado en 1886.

- Casa consistorial, después de la destrucción por las tropas francesas se inaugura en 1815 un edificio de una sola planta de estilo neoclásico.

- Centro de interpretación de la madera, situado en el caserío Andueza el centro de interpretación de la madera recoge una muestra de 173 tipos de árboles diferentes.

Hay otros edificios relevantes como la casa en donde murió Zumalacárregui, Mazkiaran Barrena y los edificios Kapitanetxea, Casa Torre de Ugarte y Aitamarren, este último es la casa más antigua del pueblo.

### Fiestas
Cegama celebra sus fiestas mayores el 24 de agosto en honor a su patrón, San Bartolomé. Aparte de estas fiestas hay otros festejos y ferias como la feria de San Martín, con concurso de quesos y de ganado. Feria agrícola y artesanal.
El 23 de junio, víspera de San Juan se levanta el árbol de San Juan (tradición emparentada con los mayos) y se hace una hoguera en la plaza del pueblo.

## Localidades hermanadas
- San Sadurní de Noya, España[5]